# Joanne Jackson
Joanne Amy Jackson (Northallerton, 12 september 1986) is een Britse zwemster en winnares van olympisch brons op de 400 meter vrije slag tijdens de Olympische Zomerspelen 2008 in Peking. Ze is de jongere zus van zwemster Nicola Jackson. Op de kortebaan is Jackson wereldrecordhoudster op de 400 meter vrije slag.

## Carrière
Bij haar internationale debuut, op de Europese kampioenschappen kortebaanzwemmen 2003 in Dublin, veroverde Jackson direct de Europese titel op de 400 meter vrije slag, daarnaast strandde ze in de series van de 200 meter vrije slag en de 200 meter vlinderslag.
Tijdens de Olympische Zomerspelen 2004 in Athene werd de Britse uitgeschakeld in de series van de 400 meter vrije slag uitgeschakeld. Samen met Karen Pickering, Caitlin McClatchey en Melanie Marshall zwom ze in de series van de 4x200 meter vrije slag, in de finale eindigden Marshall, McClatchey en Marshall samen met Georgina Lee op de vijfde plaats.
Op de wereldkampioenschappen zwemmen 2005 in Montreal eindigde Jackson als zevende op de 400 meter vrije slag, op de 4x200 meter vrije slag eindigde ze samen met Melanie Marshall, Caitlin McClatchey en Rebecca Cooke op de vierde plaats. Aan het eind van het jaar nam de Britse deel aan de Europese kampioenschappen kortebaanzwemmen 2005 in Triëst, op dit toernooi sleepte Jackson het zilver op de 400 meter vrije slag in de wacht en eindigde ze als zesde op de 200 meter vrije slag en als achtste op de 200 meter vlinderslag.
Tijdens de Gemenebestspelen 2006 in Melbourne veroverde Jackson de zilveren medaille op de 400 meter vrije slag, op de 200 meter vrije slag eindigde ze op de zesde plaats. Daarnaast legde ze samen met Kate Richardson, Julia Beckett en Melanie Marshall beslag op de zilveren medaille op de 4x200 meter vrije slag. Op de Europese kampioenschappen zwemmen 2006 in Boedapest sleepte de Britse de zilveren medaille in de wacht op de 400 meter vrije slag en eindigde ze als vijfde op de halve afstand, op de 4x200 meter vrije slag eindigde ze samen met Melanie Marshall, Francesca Halsall en Caitlin McClatchey op de vierde plaats. Ook op de Europese kampioenschappen kortebaanzwemmen 2006 in de Finse hoofdstad Helsinki greep Jackson een medaille op de 400 meter vrije slag, ditmaal brons. Op de 200 meter vrije slag bereikte ze de zevende plaats.
Tijdens de wereldkampioenschappen zwemmen 2007 in Melbourne eindigde de Britse als zevende op de 400 meter vrije slag, samen met Caitlin McClatchey, Melanie Marshall en Francesca Halsall eindigde ze als vijfde op de 4x200 meter vrije slag.
In Eindhoven Jackson deel aan de Europese kampioenschappen zwemmen 2008, op dit toernooi legde ze samen met Melanie Marshall, Ellen Gandy en Caitlin McClatchey beslag op de zilveren medaille op de 4x200 meter vrije slag. Op de wereldkampioenschappen kortebaanzwemmen 2008 in Manchester veroverde de Britse brons op de 400 meter vrije slag en eindigde ze als zesde op de 800 meter vrije slag. Samen met Melanie Marshall, Caitlin McClatchey en Rebecca Adlington sleepte ze de zilveren medaille in de wacht op de 4x200 meter vrije slag. Op de 4x100 meter vrije slag zwom ze samen met Amy Smith, Rebecca Adlington en Julia Beckett in de series, in de finale legde Beckett samen met Francesca Halsall, Caitlin McClatchey en Melanie Marshall beslag op de bronzen medaille. Voor haar aandeel in de series ontving Jackson eveneens de bronzen medaille. Tijdens de Olympische Zomerspelen 2008 in Peking veroverde Jackson de bronzen medaille op de 400 meter vrije slag achter landgenote Rebecca Adlington en de Amerikaanse Katie Hoff, op de 200 meter vrije slag strandde ze in de halve finales. Samen met Melanie Marshall, Hannah Miley en Francesca Halsall werd ze uitgeschakeld in de series van de 4x200 meter vrije slag.

### 2009-heden
Op 16 maart, tijdens de Britse zwemkampioenschappen 2009 in Sheffield, verbeterde Jackson het wereldrecord op de 400 meter vrije slag, dat in handen was van de Italiaanse Federica Pellegrini. Op de wereldkampioenschappen zwemmen 2009 in Rome sleepte de Britse de zilveren medaille in de wacht op zowel de 400 als 800 meter vrije slag, op de 200 meter vrije slag eindigde ze op de vierde plaats. Op de 4x200 meter vrije slag legde ze samen met Jazmin Carlin, Caitlin McClatchey en Rebecca Adlington beslag op de bronzen medaille.
In Boedapest nam Jackson deel aan de Europese kampioenschappen zwemmen 2010, op dit toernooi eindigde ze als vijfde op de 400 meter vrije slag en strandde ze in de halve finales op de 200 meter vrije slag. Samen met Amy Smith, Francesca Halsall en Jessica Sylvester veroverde ze de zilveren medaille op de 4x100 meter vrije slag, op de 4x200 meter vrije slag sleepte ze samen met Rebecca Adlington, Jazmin Carlin en Hannah Miley de bronzen medaille in de wacht. Tijdens de Gemenebestspelen 2010 in Delhi eindigde ze als vijfde op de 200 meter vrije slag en als zesde op de 400 meter vrije slag, samen met Rebecca Adlington, Emma Saunders en Sasha Matthews legde ze beslag op de bronzen medaille op de 4x200 meter vrije slag.
Op de wereldkampioenschappen zwemmen 2011 in Shanghai werd Jackson uitgeschakeld in de series van de 200 meter vrije slag, op de 4x200 meter vrije slag eindigde ze samen met Rebecca Turner, Hannah Miley en Caitlin McClatchey op de zesde plaats.
Op de Olympische Zomerspelen van 2012 in Londen zwom Jackson, samen met Caitlin McClatchey, Rebecca Turner en Hannah Miley
naar een vijfde plaats op de 4x200 meter vrije slag. Op de 400 meter vrije slag eindigde ze 21e.

## Internationale toernooien
| Jaar | Olympische Spelen                                                     | WK langebaan                                                               | WK kortebaan                                                                                                | EK langebaan                                                                    | EK kortebaan                                                 | Gemenebestspelen                                            |
| ---- | --------------------------------------------------------------------- | -------------------------------------------------------------------------- | --- | ------------------------------------------------------------------------------- | ------------------------------------------------------------ | ----------------------------------------------------------- |
| 2003 |                                                                       | geen deelname                                                              | |                                                                                 | 31e 200m vrije slag · 400m vrije slag · 10e 200m vlinderslag |                                                             |
| 2004 | 21e 400m vrije slag 5e 4x200m vrije slag Jackson zwom enkel de series |                                                                            | geen deelname                                                                                               | geen deelname                                                                   | geen deelname                                                |                                                             |
| 2005 |                                                                       | 7e 400m vrije slag 4e 4x200m vrije slag                                    | |                                                                                 | 6e 200m vrije slag · 400m vrije slag · 8e 200m vlinderslag   |                                                             |
| 2006 |                                                                       |                                                                            | geen deelname                                                                                               | 5e 200m vrije slag · 400m vrije slag · 4e 4x200m vrije slag                     | 7e 200m vrije slag · 400m vrije slag                         | 6e 200m vrije slag · 400m vrije slag · 4x200m vrije slag    |
| 2007 |                                                                       | 7e 400m vrije slag 5e 4x200m vrije slag                                    | |                                                                                 | geen deelname                                                |                                                             |
| 2008 | 14e 200m vrije slag · 400m vrije slag · 9e 4x200m vrije slag          |                                                                            | 400m vrije slag · 6e 800m vrije slag · 4x100m vrije slag · Jackson zwom enkel de series · 4x200m vrije slag | 4x200m vrije slag                                                               | geen deelname                                                |                                                             |
| 2009 |                                                                       | 4e 200m vrije slag · 400m vrije slag · 800m vrije slag · 4x200m vrije slag | |                                                                                 | geen deelname                                                |                                                             |
| 2010 |                                                                       |                                                                            | geen deelname                                                                                               | 9e 200m vrije slag · 5e 400m vrije slag · 4x100m vrije slag · 4x200m vrije slag | geen deelname                                                | 5e 200m vrije slag · 6e 400m vrije slag · 4x200m vrije slag |
| 2011 |                                                                       | 23e 200m vrije slag 6e 4x200m vrije slag                                   | |                                                                                 | geen deelname                                                |                                                             |
| 2012 | 5e 4x200m vrije slag 21e 400m vrije slag                              |                                                                            | |                                                                                 | geen deelname                                                |                                                             |
| 2013 |                                                                       | geen deelname                                                              | |                                                                                 | 12-15 december                                               |                                                             |

## Persoonlijke records
Bijgewerkt tot en met 13 augustus 2013

### Kortebaan
| Afstand         | Tijd    | Datum           | Plaats        |
| --------------- | ------- | --------------- | ------------- |
| 200m vrije slag | 1.54,78 | 9 april 2008    | Manchester    |
| 400m vrije slag | 3.54,92 | 8 augustus 2009 | Leeds         |
| 800m vrije slag | 8.15,50 | 3 februari 2007 | Middlesbrough |

### Langebaan
| Afstand         | Tijd    | Datum           | Plaats |
| --------------- | ------- | --------------- | ------ |
| 200m vrije slag | 1.55,54 | 28 juli 2009    | Rome   |
| 400m vrije slag | 4.00,60 | 26 juli 2009    | Rome   |
| 800m vrije slag | 8.16,66 | 1 augustus 2009 | Rome   |